# Saillans (Gironda)
Saillans è un comune francese di 390 abitanti situato nel dipartimento della Gironda nella regione della Nuova Aquitania.

## Società

### Evoluzione demografica
Abitanti censiti